# 令和喜多みな実
令和喜多みな実（れいわきたみなみ）は、かつて吉本興業（大阪本社）に所属していたお笑いコンビ。2008年2月結成、2025年7月11日解散。NSC大阪校30期生。旧コンビ名、プリマ旦那（プリマだんな）。

## メンバー
野村 尚平（のむら しょうへい、1988年4月14日 - ）（37歳）
ボケ担当、立ち位置は向かって右（当初は左）。
大阪府大阪市出身。大阪府立東住吉高等学校芸能文化科卒業。
身長177cm、体重60kg、血液型A型。
ヘビースモーカー（2022年現在、ラッキーストライクのソフトを愛煙）
左利き（字を書くときは右、ギターやスポーツなどほとんどが左）である。
漫才・コントの他に、芝居の脚本・演出も多く手掛ける。
高校時代に「デロリ庵」のコンビでM-1甲子園2006に出場しなんばグランド花月での決勝へ進出した経験を持つ。
かつてバンド「空きっ腹に酒」のメンバーだった。
2023年2月22日、鬱による体調不良のため休養を発表。
河野 良祐（こうの りょうすけ、1986年10月25日 - ）（38歳）
ツッコミ担当、立ち位置は向かって左（当初は右）。
大阪府堺市出身。大阪府立鳳高等学校、大阪府立大学経済学部卒業。
身長179cm、体重70kg、血液型A型。
ボイスパーカッションが得意で、ナナイロの『やりたいように』というPVに出演している。
2012年の大阪マラソンに参加して以降マラソンを趣味としており、自身のtwitterでもジム通いを度々伝えている。吉本陸上競技会第15回・第17回・第19回のマラソンではゲストランナーのエリック・ワイナイナに勝利し、第19回の駅伝では吉本陸上選抜チームのアンカーとして出場し、チームの優勝に貢献した。第17回・第19回ではMVPにも選ばれた。
2015年12月20日に結婚。2017年9月6日に第1子となる男児が誕生した。
2023年12月からは、同じく相方が体調不良により休養している萌々（爛々）とのユニット「ド・根性ズ」としても活動している。
解散後の2025年8月17日に芸名を「コウノ・オブ・ザ・イヤー」に改名。
俳優の河野良祐は、同姓同名の別人。

## 概要
- コンビ名は、元号「令和」を屋号に、「キタやミナミなど2人の出身地・大阪で培った上方のお笑いを、日本全国、北から南までたくさんの方々に届けられるよう」という思いが込められたもの。また、「喜び多く、皆（みな）実る」という掛詞にもなっている[17]。「皆実」にしなかったのは、みながわ（ネイビーズアフロ）と被るために変えたという話がある。
- M-1グランプリ2009にて初の準決勝進出を果たす。メメと並んで同期の中で初めて準決勝に進出したコンビである。
- 舞台衣装用のスーツは、1960年代にイギリスで流行ったモッズスーツをモデルとしている。
- 2012年、レギュラー出演している『プリプリ』（毎日放送）の企画で、間寛平の推薦により「第2回大阪マラソン」へ、同水曜レギュラーのガリガリガリクソンと共に挑戦することとなる。大阪マラソン本番では河野が3時間39分10秒[18]、野村が5時間57分10秒のゴールタイムで共に完走を果たした。
- 2017年6月3日にNHK総合テレビ（近畿地方）で放送された『谷4爆笑養成所』（NHK大阪制作）[19]で優勝し、同年度後期連続テレビ小説『わろてんか』の出演権を獲得、11月20日放送回（第8週「笑売の道」・第43話）に出演が決まった[20][21]。
- 結成当初より「プリマ旦那」のコンビ名で活動。NSCでの講師（かまいたちや天竺鼠の名付け親）が出した「チルド連（チルドレン）」との2択から選択したことによる。
- 2019年2月28日深夜配信のよしもと漫才劇場LINELIVE内で、5月1日からコンビ名を改めると発表。さらに4月1日によしもと漫才劇場で開催されたプリマ旦那としてのラスト単独「三八旦那」で、新元号を屋号としたコンビ名「令和喜多みな実」を発表した。その後、予定通り新元号施行日の5月1日になんばグランド花月で襲名披露公演を開催し、同日より新コンビ名で活動している[1][22][23]。
- 2023年2月22日、野村が体調不良となり実質コンビでの活動が休止となったが、4月19日になんばグランド花月で行われた「第一回GOLD～出演者は3組、1組20分の漫才、公演時間は60分～」にて約2か月ぶりにコンビで舞台に立った。当初はダブルヒガシが代演を務める予定であったが、メンバーの大東翔生から「この面子（中川家・笑い飯）で20分の代演はマジでエグいからのむさん戻ってきて」など周囲からの声に応える形で1日限りの復帰を果たした。
- 2024年3月29日、中川家のYouTubeチャンネル「中川家チャンネル」にて野村が中川家とコントをしている[24]。
- 同年12月31日、よしもと漫才劇場にて開催された「大晦日大祭典2024 マンゲキギャラクシーウォーズ」にて野村がサプライズ出演。2度目となる1日限定でのコンビ復帰を果たした[25]。
- 2025年5月29日、同年7月11日の単独公演をもってコンビを解散することを発表[26]し、同日開催のライブ「THE LAST」をもって解散。コンビ解散後は、両名ともピンで芸能活動を継続する[27]。

## 賞レースでの戦績

### Mｰ1グランプリ
| 開催年・回       | 結果         | エントリーNo. | 会場                           | 日程     | 備考                                   | 備考                                   |
| ---------------- | ------------ | ------------- | ------------------------------ | -------- | -------------------------------------- | -------------------------------------- |
| 2008年（第8回）  | 2回戦進出    | 不明          | ヨシモト∞ホール大阪            | 11月9日  |                                        | 「プリマ旦那」時代                     |
| 2009年（第9回）  | 準決勝進出   | 不明          | なんばグランド花月             | 12月5日  |                                        | 「プリマ旦那」時代                     |
| 2010年（第10回） | 準決勝進出   | 不明          | 両国国技館                     | 12月12日 | 予選20位                               | 「プリマ旦那」時代                     |
| 2015年（第11回） | 準々決勝進出 | 1819          | なんばグランド花月             | 11月5日  | 1回戦シード                            | 「プリマ旦那」時代                     |
| 2016年（第12回） | 準々決勝進出 | 1224          | なんばグランド花月             | 11月7日  |                                        | 「プリマ旦那」時代                     |
| 2017年（第13回） | 準々決勝進出 | 1732          | メルパルクホール大阪           | 11月2日  |                                        | 「プリマ旦那」時代                     |
| 2018年（第14回） | 準々決勝進出 | 2327          | なんばグランド花月             | 11月5日  |                                        | 「プリマ旦那」時代                     |
| 2019年（第15回） | 3回戦進出    | 3577          | よしもと漫才劇場               | 10月29日 | 「令和喜多みな実」改名後               |                                        |
| 2020年（第16回） | 準々決勝進出 | 724           | なんばグランド花月             | 11月16日 | 「令和喜多みな実」改名後               | 特例シード                             |
| 2021年（第17回） | 準々決勝進出 | 64            | なんばグランド花月             | 11月11日 | 「令和喜多みな実」改名後               |                                        |
| 2022年（第18回） | 準々決勝進出 | 3797          | なんばグランド花月             | 11月15日 | 「令和喜多みな実」改名後               |                                        |
| 2024年（第20回） | 3回戦進出    | 1912          | COOL JAPAN PARK OSAKA TTホール | 10月29日 | 河野がユニット「ド・根性ズ」として出場 | 河野がユニット「ド・根性ズ」として出場 |

### その他
- 2010年 第31回 ABCお笑い新人グランプリ 決勝進出
- 2011年 THE MANZAI 本選サーキット進出
- 2011年 第9回 MBS新世代漫才アワード 準優勝
- 2012年 第1回 ytv漫才新人賞 第3位
- 2013年 第10回 MBS漫才アワード 第3位
- 2013年 第34回 ABCお笑いグランプリ 第5位
- 2013年 第2回 ytv漫才新人賞 第5位
- 2013年 第48回 上方漫才大賞 新人賞
- 2014年 第11回 MBS漫才アワード 準優勝
- 2014年 第44回 NHK上方漫才コンテスト 決勝進出
- 2015年 第45回 NHK上方漫才コンテスト 決勝進出
- 2016年 第5回 関西演芸しゃべくり話芸大賞
- 2016年 第46回 NHK上方漫才コンテスト 決勝進出
- 2017年 第2回 上方漫才協会大賞 トータルコーディネイト賞
- 2017年 第6回 ytv漫才新人賞 第3位
- 2017年 第47回 NHK上方漫才コンテスト 優秀賞
- 2017年 第7回 漫才・コント・音ネタトーナメント ウケタモンガチ！ 優勝
- 2017年 キングオブコント 準々決勝進出
- 2018年 第7回 ytv漫才新人賞 第6位
- 2018年 キングオブコント 準々決勝進出
- 2019年 歌ネタ王決定戦 第8位（準決勝敗退後、敗者復活戦を勝ち上がり決勝進出[32]）
- 2019年 キングオブコント 準々決勝進出
- 2019年 オールザッツ漫才2019 オールザッツネタバトル 優勝

## 出演

### テレビバラエティ
現在の出演番組
- やすとものいたって真剣です（朝日放送テレビ）- 不定期出演 ※河野のみ
- す・またん!（読売テレビ）- イマコレMITENAリポーターとして不定期出演 ※河野のみ

過去の出演番組
- 炎上base（関西テレビ、2010年1月22日 - 3月19日）
- 真夜中パンチィ（毎日放送、2011年4月12日 - 5月26日） - 「君だけの巻頭グラビア」リポーター
- やかせて!ソーセージ（毎日放送、2011年5月31日 - 9月30日） - スタジオレギュラー
- ソガのプワジ（毎日放送、2011年10月4日 - 2012年9月25日）
- あほやねん!すきやねん!（NHK大阪、2012年4月2日 - 2013年3月25日） - 月曜レギュラー
- プリプリ（毎日放送、2012年4月10日 - 2013年3月11日） - 火曜「プリ町コレクション プリコレ」「ハッピーサプライズ!」金曜→月曜「ハイキング GO!GO!」・月曜「関サイ前線　プリプリ調査隊が行く」リポーター
- もってる!? モテるくん（読売テレビ、2013年3月9日 - 6月29日）
- バチバチエレキテる（フジテレビ、2013年4月16日 - 9月17日） - 暫定メンバー
- ちちんぷいぷい（毎日放送、2013年4月17日 - 2014年12月） - 水曜「プリマ旦那の若旦那21」リポーター
- ロケみつ ザ・ワールド（毎日放送、2012年4月19日 - 5月31日）- 「さあ遥かなる塚本へ! 1駅1文字 日本海鉄道グリコブログ旅 」河野のみ出演
- メッセンジャーの○○は大丈夫なのか? - 不定期出演（主に河野が出演）
- バズ★ナイトナマー!（毎日放送）- レギュラー出演
- つまずく夜は（朝日放送テレビ『ちょいバラ』枠、2022年4月18日 - 6月28日）※野村のみ[33]

### テレビドラマ
- 連続テレビ小説（NHK）
  - わろてんか（2017年11月20日） - 第8週「笑売の道」・第43話[20][21]
  - おちょやん（2021年4月26日 - 5月14日） - 第21週「竹井千代と申します」・第101話 - 最終週「今日もええ天気や」・最終話、桜庭三郎 役、野村のみ[34]
- 来世ではちゃんとします（テレビ東京、2020年1月9日 - 3月26日） - Cくん 役、野村のみ[35]
  - 来世ではちゃんとします2（テレビ東京、2021年8月11日 - 9月30日） - Cくん 役、野村のみ[36]

### ラジオ
現在の出演
- 松井愛のすこ〜し愛して★（MBSラジオ、2020年4月2日 - ）- 木曜レギュラー ※河野のみ

過去の出演
- ハンドレッドレディオ 第2部 プリマ旦那のクール番長（MBSラジオ、2013年4月4日 - 6月27日）
- プリマ旦那の今夜も嫁がナイト （KBS京都、毎週金曜（ナイターオフシーズン）2015年10月2日 - 2017年3月31日）
- 上泉雄一のええなぁ!金曜日（MBSラジオ、2018年10月5日 - 2019年9月27日）- 河野のみ「（プリマ旦那→）令和喜多みな実河野のMBSラジオ普及委員会」に出演
- NEXTをさがせ!『令和喜多みな実のラヂオ』（朝日放送ラジオ、2020年4月15日・29日・5月6日）
- つまずく夜は―あとがき 野村尚平（朝日放送ラジオ、2022年4月19日 - 6月29日）※野村のみ。前出「つまずく夜は」の姉妹番組[33]。
- オンスト（YES-fm、2012年4月6日 - 2013年6月25日・2014年4月7日） - 金曜日（2012年4月6日 - 2013年4月2日）→火曜日（2013年4月9日 - 6月25日）→月曜日（2014年4月7日 - 7月1日）→火曜日（2014年7月8日 - 2021年9月28日）
- よしもとラジオ高校〜らじこー（FM大阪、2021年10月11日 - 2025年6月30日）- 月曜レギュラー ※2023年2月27日 - 2025年6月23日は河野のみ。

### PV
- ナナイロ「やりたいように」[8]

### 舞台・ライブ
- 初単独ライブ「披露宴」（2010年4月29日、baseよしもと）
- 単独ライブ「三八旦那」（2010年6月30日、baseよしもと）
- 単独ライブ「蚊トリ線香」（2010年8月27日、baseよしもと）
- 単独ライブ「ＯＯ旦那」（2010年10月31日、baseよしもと）
- 単独ライブ「口口旦那」（2010年12月20日、ヨシモト∞ホール大阪）
- 単独ライブ「春はあけぼの、プリマは旦那」（2011年4月16日、5upよしもと）
- 単独ライブ「夜遊び旦那」（2011年7月23日、5upよしもと）
- 単独ライブ「三八旦那」（2012年6月17日、新宿シアターブラッツ）
- 単独ライブ「プリマ旦那の言舌」（2012年6月17日、新宿シアターブラッツ）
- 単独ライブ「縷々る。」（2014年6月1日、5upよしもと）
- 単独ライブ「草臥れて」（2014年8月10日、5upよしもと）
- 単独ライブ「man・zai ベスト」（2017年3月13日、よしもと漫才劇場）
- 単独ライブ「MEN'S CON-TE ベスト」（2017年3月29日、よしもと漫才劇場）
- 単独ライブ「プリマ旦那一大都市ツアー」（2018年8月11日、よしもと漫才劇場）
- 単独ライブ「三八旦那」（2019年4月1日、よしもと漫才劇場）
- 単独ライブ「プリマ旦那改メ令和喜多みな実 襲名披露公演」（2019年5月1日、なんばグランド花月）
- 単独ライブ「令和喜多みな実 上方漫才傑作選」（2019年11月8日、よしもと漫才劇場）
- 単独ライブ「きたみなの『漫才を作る会』」（2020年7月27日、よしもと漫才劇場）
- 単独ライブ「きたみなの『漫才を作る会』」（2020年8月25日、よしもと漫才劇場）
- 単独ライブ「きたみなの『漫才を作る会』」（2020年9月21日、よしもと漫才劇場）
- 単独ライブ「きたみなの『漫才を作る会』」（2021年4月23日、よしもと漫才劇場）
- 単独ライブ「THE LAST」（2025年7月11日、よしもと漫才劇場）

## 出囃子
- 「傷だらけの天使」 - 井上堯之バンド
  - 過去にはBLANKEY JET CITY「D.I.J.のピストル」、The Birthday「CATS NEVER EAT BEEF」などを使用していた。